# باغ سرای مند
باغ سرای مند مربوط به دوره تیموریان است و در شهرستان گناباد، بخش مرکزی، روستای مند واقع شده و این اثر در تاریخ ۱۱ دی ۱۳۸۰ با شمارهٔ ثبت ۴۵۷۶ به‌عنوان یکی از آثار ملی ایران به ثبت رسیده است.